# Vaccinium chimantense
Vaccinium chimantense är en ljungväxtart som beskrevs av B. Maguire, J.A. Steyermark och J.L.Luteyn. Vaccinium chimantense ingår i Blåbärssläktet, och familjen ljungväxter. Inga underarter finns listade i Catalogue of Life.